# Silvio Micali
Silvio Micali (Palermo, 13 ottobre 1954) è un matematico, crittografo e informatico italiano, professore d'informatica presso il Laboratorio d'Informatica ed Intelligenza Artificiale (CSAIL) del MIT di Cambridge, Massachusetts.

## Biografia
Sin da piccolo si dimostrò particolarmente dotato per la matematica e la logica. Si trasferì con la famiglia a Roma dove il padre, magistrato, era stato trasferito. Dopo aver frequentato il Liceo classico statale Giulio Cesare e aver ottenuto la maturità classica nel 1973, si è poi laureato nel 1978 alla Sapienza di Roma, dove è stato uno dei più brillanti allievi di Corrado Böhm.
Ottenne il Ph.D. in Informatica presso l'Università della California a Berkeley nel 1983.
Nel 1985, assieme a Shafi Goldwasser e Charles Rackoff, pubblica l'articolo The knowledge complexity of interactive proof-systems, in cui gli autori introducono il concetto di dimostrazione a conoscenza zero.
Micali vinse il Premio Gödel nel 1993.
Oggi lavora al Laboratorio di Ricerca per l'informatica e l'intelligenza artificiale (Computer Science and Artificial Intelligence Laboratory ) del Massachusetts Institute of Technology di Cambridge (Massachusetts), dove, dal 1983, insegna informatica presso il Dipartimento di Ingegneria elettrica e di Informatica.
Le sue ricerche sono sempre state indirizzate alla crittografia e alla sicurezza informatica. Micali è molto conosciuto nel mondo scientifico per fondamentali lavori nel campo della crittografia.
Nel 2017,  fonda Algorand, progetto basato sulla tecnologia blockchain per garantire transazioni scalabili, sicure e decentralizzate attraverso un meccanismo di consenso più rapido, efficiente e meno costoso rispetto a quelli già esistenti.

## Riconoscimenti
- Nel 2007 è stato chiamato a far parte dell'Accademia Nazionale delle Scienze degli Stati Uniti. È inoltre membro dell'IACR (International Association for Cryptologic Research).
- Nel 2012 ha ricevuto il Premio Turing, insieme a Shafi Goldwasser, per i contributi che hanno permesso di gettare le basi della teoria della complessità nel campo della crittografia e per aver sperimentato nuovi metodi per la verifica efficiente di dimostrazioni matematiche nel campo della teoria della complessità[4]. Tale premio è talvolta definito "il Nobel dell'informatica".[5]
- Nel 2014 riceve il Premio Franca Florio "Scienziati Italiani Patrimonio dell'Umanità", conferito agli scienziati italiani nel mondo.
- Nel 2015 riceve Laurea Magistrale ad honorem in Informatica dell’Università degli Studi di Salerno[6] e nel 2023 riceve la Laurea ad honorem in Cybersecurity presso l'Università degli Studi di Roma "La Sapienza"[7].

## Opere
Pubblicazioni
- Michael J. Fischer, Silvio Micali, and Charles Rackoff. A Secure Protocol for the Oblivious Transfer (Extended Abstract). Journal of Cryptology, vol. 9, no. 3, pp. 191–195, 1996.
- Oded Goldreich, Silvio Micali, and Avi Wigderson. Proofs that Yield Nothing But Their Validity, or All Languages in NP (complexity) have Zero-knowledge proof systems. Journal of the ACM vol. 38, no. 3, pp. 691–729, 1991.
- Manuel Blum, Alfredo De Santis, Silvio Micali, and Giuseppe Persiano. Noninteractive Zero-Knowledge. SIAM Journal on Computing vol. 20, no. 6, pp. 1084–1118, 1991.
- Michael Ben-Or, Oded Goldreich, Silvio Micali, and Ronald L. Rivest. A Fair Protocol for Signing Contracts. IEEE Transactions on Information Theory vol. 36, no. 1, pp. 40–46, 1990.
- Shafi Goldwasser, Silvio Micali, and Charles Rackoff. The Knowledge Complexity of Interactive Proof Systems. SIAM Journal on Computing vol. 18, no. 1, pp. 186–208, 1989.
- Shafi Goldwasser, Silvio Micali, and Ronald L. Rivest. A Digital Signature Scheme Secure Against Adaptive Chosen-Message Attacks. SIAM Journal on Computing vol. 17, no. 2, pp. 281–308, 1988.
- Silvio Micali, Charles Rackoff, and Bob Sloan. The Notion of Security for Probabilistic Cryptosystems. SIAM Journal on Computing vol. 17, no. 2, pp. 412–426, 1988.
- Oded Goldreich, Silvio Micali, and Avi Wigderson. How to Play any Mental Game, or A Completeness Theorem for Protocols with Honest Majority, Proceedings of STOC 1987, pp. 218–229, 1987.
- Shafi Goldwasser and Silvio Micali. Probabilistic Encryption. Journal of Computer and System Sciences, vol. 28, no. 2, pp. 270–299, 1984.
- Manuel Blum and Silvio Micali. How to Generate Cryptographically secure pseudorandom number generator-Cryptographically Strong Sequences of Pseudo-Random Bits (Generatore di numeri pseudocasuali crittograficamente sicuro), SIAM Journal on Computing vol. 13, no. 4, pp. 850–864, 1984.